# 惠斯勒黑梳山
惠斯勒黑梳山（英語：Blackcomb Mountain）是一个坐落于加拿大不列颠哥伦比亚省惠斯勒的一个滑雪度假区。在许多排行榜中，惠斯勒黑梳山滑雪场都是北美最大的滑雪场，最著名的峰顶贡多拉（Peak 2 Peak Gondola）将惠斯勒山与黑梳山连在了一起。
2010年冬季奧林匹克運動會高山滑雪項目在此舉行。